# División de Honor femenina de rugby 2024-25
La División de Honor femenina de rugby 2024-25, conocida por motivos de patrocinio como Liga Iberdrola de Rugby, es la decimotercera temporada de la máxima categoría del rugby femenino en España.

## Sistema de competición
La liga consta de una primera fase con un sistema de todos contra todos de siete jornadas. Después, se hace una segunda fase donde los primeros cuatro clasificados juegan en el grupo A, y los cuatro restantes en el B.  Los puntos se arrastran de una fase a otra. Finalmente se juega un playoff entre los ocho equipos, dispuesto según la clasificación en la segunda fase. 

## Equipos participantes
| Equipo                          | Ciudad      |
| ------------------------------- | ----------- |
| Simón Verde Magnolia Cocos      | Sevilla     |
| Silicius Rugby Majadahonda      | Majadahonda |
| Colina Clinic El Salvador       | Valladolid  |
| Social Energy AVRFCB            | Barcelona   |
| CRAT Residencia Rialta A Coruña | La Coruña   |
| CR Complutense Cisneros         | Madrid      |
| Getxo RT                        | Guecho      |
| CR Sant Cugat                   | Barcelona   |

## Primera fase
|                                                                     | Equipo                          | Puntos | J | G | E | P | PF  | PC  | DP   | EF | EC | DE  | BO | BD |
| ------------------------------------------------------------------- | ------------------------------- | ------ | - | - | - | - | --- | --- | ---- | -- | -- | --- | -- | -- |
| 1                                                                   | Colina Clinic El Salvador       | 34     | 7 | 7 | 0 | 0 | 293 | 75  | 218  | 46 | 11 | 35  | 6  | 0  |
| 2                                                                   | Silicius Rugby Majadahonda      | 29     | 7 | 6 | 0 | 1 | 249 | 113 | 136  | 41 | 18 | 23  | 5  | 0  |
| 3                                                                   | Simón Verde Magnolia Cocos      | 23     | 7 | 5 | 0 | 2 | 193 | 119 | 74   | 31 | 18 | 13  | 3  | 0  |
| 4                                                                   | Getxo R. T.                     | 14     | 7 | 3 | 0 | 4 | 122 | 139 | -17  | 20 | 23 | -3  | 2  | 0  |
| 5                                                                   | C. R. Complutense Cisneros      | 14     | 7 | 3 | 0 | 4 | 125 | 167 | -42  | 19 | 28 | -9  | 1  | 1  |
| 6                                                                   | C. R. Sant Cugat                | 11     | 7 | 2 | 0 | 5 | 91  | 190 | -99  | 14 | 30 | -16 | 1  | 2  |
| 7                                                                   | Social Energy AVRFCB            | 9      | 7 | 2 | 0 | 5 | 86  | 190 | -104 | 12 | 29 | -17 | 1  | 0  |
| 8                                                                   | CRAT Residencia Rialta A Coruña | 1      | 7 | 0 | 0 | 7 | 79  | 245 | -166 | 12 | 38 | -26 | 0  | 1  |
| Fuente: Real Federación Española de Rugby; actualización automática |                                 |        |   |   |   |   |     |     |      |    |    |     |    |    |

J:Jugados / G:Ganados / E:Empatados / P:Perdidos / TF:Tantos a Favor / TC:Tantos en Contra / DT:Diferencia / EF:Ensayos Favor / EC:Ensayos Contra / DE:Diferencia Ensayos / BO:Bonus Ofensivo / BD:Bonus Defensivo

## Segunda fase

### Grupo A
|                                                                     | Equipo                     | Puntos | J  | G | E | P | PF  | PC  | DP  | EF | EC | DE | BO | BD |
| ------------------------------------------------------------------- | -------------------------- | ------ | -- | - | - | - | --- | --- | --- | -- | -- | -- | -- | -- |
| 1                                                                   | Colina Clinic El Salvador  | 45     | 10 | 9 | 0 | 1 | 420 | 125 | 295 | 65 | 19 | 46 | 8  | 1  |
| 2                                                                   | Silicius Rugby Majadahonda | 32     | 9  | 7 | 0 | 2 | 212 | 194 | 18  | 35 | 30 | 5  | 4  | 0  |
| 3                                                                   | Simón Verde Magnolia Cocos | 29     | 10 | 6 | 0 | 4 | 268 | 187 | 81  | 41 | 28 | 13 | 4  | 1  |
| 4                                                                   | C. R. Sant Cugat           | 19     | 10 | 4 | 0 | 6 | 163 | 212 | -49 | 27 | 33 | -6 | 2  | 1  |
| Fuente: Real Federación Española de Rugby; actualización automática |                            |        |    |   |   |   |     |     |     |    |    |    |    |    |

### Grupo B
|                                                                     | Equipo                          | Puntos | J  | G | E | P | PF  | PC  | DP   | EF | EC | DE  | BO | BD |
| ------------------------------------------------------------------- | ------------------------------- | ------ | -- | - | - | - | --- | --- | ---- | -- | -- | --- | -- | -- |
| 1                                                                   | Getxo R. T.                     | 23     | 10 | 5 | 0 | 5 | 204 | 218 | -14  | 31 | 35 | -4  | 2  | 1  |
| 2                                                                   | C. R. Complutense Cisneros      | 20     | 10 | 4 | 0 | 6 | 158 | 255 | -97  | 24 | 39 | -15 | 2  | 2  |
| 3                                                                   | CRAT Residencia Rialta A Coruña | 10     | 9  | 2 | 0 | 7 | 148 | 224 | -76  | 22 | 35 | -13 | 1  | 1  |
| 4                                                                   | Social Energy AVRFCB            | 9      | 10 | 2 | 0 | 8 | 110 | 268 | -158 | 16 | 42 | -26 | 1  | 0  |
| Fuente: Real Federación Española de Rugby; actualización automática |                                 |        |    |   |   |   |     |     |      |    |    |     |    |    |

## Playoffs

### Cuartos de final
| División de Honor femenina de España; 26 de abril de 2025 | Simón Verde Magnolia Cocos | 27 - 20 | C. R. Complutense Cisneros | I. D. La Cartuja, Sevilla  |  |
|                                                           |                            |         |                            | Árbitro(s): Daniel Sarrión |  |

| División de Honor femenina de España; 27 de abril de 2025 | C. R. Sant Cugat | 41 - 24 | Getxo R. T. | ZEM La Guinardera, Barcelona            |  |
|                                                           |                  |         |             | Árbitro(s): Álvaro García De Las Mestas |  |

### Semifinales
| División de Honor femenina de España; 3 de mayo de 2025 | Silicius Rugby Majadahonda | 32 - 17 | Simón Verde Magnolia Cocos | Valle del Arcipreste, Majadahonda |  |
|                                                         |                            |         |                            | Árbitro(s): Lorena Martínez       |  |

| División de Honor femenina de España; 4 de mayo de 2025 | Colina Clinic El Salvador | 72 - 0 | C. R. Sant Cugat | Campos de Pepe Rojo, Valladolid |  |
|                                                         |                           |        |                  | Árbitro(s): Jenny Lee           |  |

### Final
| División de Honor femenina de España; 18 de mayo de 2025 | Colina Clinic El Salvador | 31 - 12 | Silicius Rugby Majadahonda | Campos de Pepe Rojo, Valladolid  |  |
|                                                          |                           |         |                            | Árbitro(s): David Joaquín Castro |  |

|  | Cuartos de final           | Cuartos de final       |                            |                            | Semifinales         | Semifinales                |    |  | Final              | Final              |  |
|  | 26/27 de abril de 2025     | 26/27 de abril de 2025 |                            |                            | 3/4 de mayo de 2025 | 3/4 de mayo de 2025        |    |  | 18 de mayo de 2025 | 18 de mayo de 2025 |  |
|  |                            |                        |                            |                            |                     |                            |    |  |                    |                    |  |
|  |                            |                        |                            |                            |                     |                            |    |  |                    |                    |  |
|  | Simón Verde Magnolia Cocos | 27                     |                            |                            |                     |                            |    |  |                    |                    |  |
|  | Simón Verde Magnolia Cocos | 27                     |                            |                            |                     |                            |    |  |                    |                    |  |
|  | C. R. Complutense Cisneros | 20                     |                            |                            |                     |                            |    |  |                    |                    |  |
|  | C. R. Complutense Cisneros | 20                     |                            | Silicius Rugby Majadahonda | 32                  |                            |    |  |                    |                    |  |
|  |                            |                        |                            | Silicius Rugby Majadahonda | 32                  |                            |    |  |                    |                    |  |
|  |                            |                        | Simón Verde Magnolia Cocos | 17                         |                     |                            |    |  |                    |                    |  |
|  |                            |                        | Simón Verde Magnolia Cocos | 17                         |                     |                            |    |  |                    |                    |  |
|  |                            |                        |                            |                            |                     |                            |    |  |                    |                    |  |
|  |                            |                        |                            |                            |                     |                            |    |  |                    |                    |  |
|  |                            |                        |                            |                            |                     | Silicius Rugby Majadahonda | 12 |  |                    |                    |  |
|  |                            |                        |                            |                            |                     |                            | 12 |  |                    |                    |  |
|  |                            |                        | Colina Clinic El Salvador  | 31                         |                     |                            |    |  |                    |                    |  |
|  | CR Sant Cugat              | 41                     | Colina Clinic El Salvador  | 31                         |                     |                            |    |  |                    |                    |  |
|  | CR Sant Cugat              | 41                     |                            |                            |                     |                            |    |  |                    |                    |  |
|  | Getxo R. T.                | 24                     |                            |                            |                     |                            |    |  |                    |                    |  |
|  | Getxo R. T.                | 24                     |                            | Colina Clinic El Salvador  | 72                  |                            |    |  |                    |                    |  |
|  |                            |                        |                            | Colina Clinic El Salvador  | 72                  |                            |    |  |                    |                    |  |
|  |                            |                        | C. R. Sant Cugat           | 0                          |                     |                            |    |  |                    |                    |  |
|  |                            |                        | C. R. Sant Cugat           | 0                          |                     |                            |    |  |                    |                    |  |
|  |                            |                        |                            |                            |                     |                            |    |  |                    |                    |  |
|  |                            |                        |                            |                            |                     |                            |    |  |                    |                    |  |
|  |                            |                        |                            |                            |                     |                            |    |  |                    |                    |  |
|  |                            |                        |                            |                            |                     |                            |    |  |                    |                    |  |

| Por un resultado global favorable de 31 - 12: Campeonas de la División de Honor Femenina de la temporada 2024-25: Colina Clinic El Salvador |